# Александер Собєський
Александер Бенедикт Собєський (пол. Aleksander Benedykt Minion Sobieski/Алєксандер Бенедикт Міньйон Собєскі; 6 грудня 1677, Ґданськ — 19 листопада 1714, Рим) — син короля Яна ІІІ Собєського, державний, політичний і військовий діяч Речі Посполитої. Представник шляхетського роду Собеських гербу Яніна.

## Життєпис
Народився під час перебування матері в Ґданьську. Виховання, навчання відбувалось за виробленою батьком 1685 року програмою для молодших синів. Вихователі: єзуїт Карло Мауріціо Вота, потім Реміґіян Сушицький з Краківського університету. Теорію інженерії, військове митецтво вивчав під керівництвом досвідчених вояків. Мав здібності до вивчення іноземних мов, головне захоплення — мистецтво, музика, театр. Менше, ніж брати, цікавився політикою.

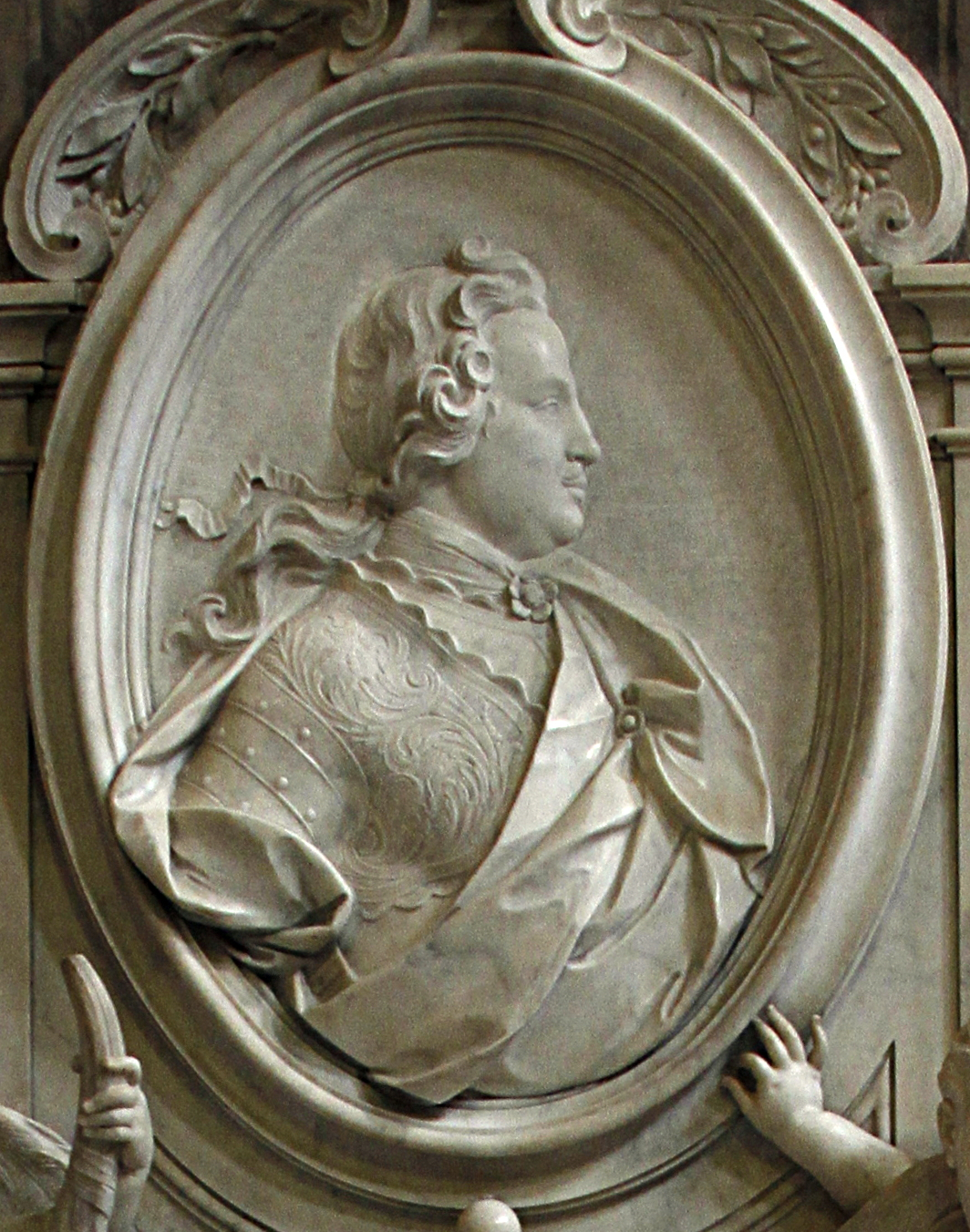

Певне, брав участь у невдалій турецькій кампанії в Молдавії 1691. В 1690-х мати мала намір «поставити на нього» під час майбутніх виборів короля, потім стала на сторону Якуба Людвіка. Після смерті батька разом з Константієм Владиславом всюди супроводжував матір, у липні 1696 всі виїхали до Жовкви. Після повернення до Варшави в жовтні мати відправила їх до Парижу. Маркізом Ярослава був представлений під час аудієнції в короля Франції Людовіка XIV. У червні 1697 повернувся назад, з матір'ю перебував у Ґданську. Під час карнавалу 1699-го з Константієм Владиславом був на чолі свої компанії в турнірі на дідинці Казімєзького палацу. Визнаючи владу Авґуста ІІ, до середини 1699 не склав присяги, певне, і пізніше. У березні 1700 приїхав до Риму, виїхав назад восени 1701. Восени 1702 року перебував у маєтностях у Галичині. Включився в боротьбу для обрання королем Якуба Людвіка. У Вроцлаві завів роман з колишньою коханкою Авґуста ІІ графинею Естерлє, розірвавши стосунки з белзькою воєводиною Ельжбетою Сенявською, що мала до нього почуття.
У 1703 році видав привілей щодо заснування Віцинського монастиря оо. Василіян.
Залишився в Олаві, коли брати вирушили Польщею, де були викрадені під мурами Вроцлава за наказом Авґуста ІІ 27 лютого 1704, увязнені в Саксонії. Несподівано став претендентом на корону, прибув до Варшави, де 17 квітня 1704 оголосив маніфест, в якому відкинув звинувачення Авґуста ІІ. Його підтримували Карл ХІІ, примас Міхал Радзєйовський, гетьман Геронім Любомирський, який водночас висловлював зауваження, що А. С. є «неприступним, погорджує польським народом».
В 1708, 1709 роках з Олави, де перебував у брата Якуба Людвіка, виїхджав до Риму — місця перебування матері. 1709 року під псевдонімом Армонте Калідіо вступив до римської академії «Аркадія» — згромадження письменників, поетів, музик. Через прогресуючий ревматизм з 1710 осів у Римі. У власній резиденції в Римі організовував зустрічі діячів «Аркадії».
Після виїзду матері в червні 1714 з Риму хвороба почала швидко прогресувати. Перед смертю покинув світське життя, чимало часу присвячував молитвам. Його порадниками були оо. капуцини. Перед смертю казав спалити свої папери, головно кореспонденцію. Заповів поховати в одязі монаха-капуцина, члена архибратства св. Стигматів. Помер у Римі 19 листопада 1714. Був похований тут в усипальниці костелу Капуцинів. Церемонію організував Папа Климент ХІ, досі зберігся його надгробок роботи К. Русконі.

### Маєтності, підтримка театру, артистів
У квітні1698 у Львові проведено поділ спадку померлого короля Яна ІІІ між його вдовою та синами. Отримав, певне, Олесько, Поморяни (Якуб Людвік: за наполяганням матері під час поділу спадку їх відступив; по його та брата К. В. смертях отримав), Тернопіль, Калуш, Стрий, 200000 злотих п. Чимало витрачав через спосіб життя. Мав чималий збройний почт, придворних, артистів, слуг. Надавав матеріальну підтримку діячам «Аркадії».
В Олаві, Римі мав власну капелу, одним з музик був С. Вайсс. В 1711—1713 роках в його театрі «Триніта-де-Монті» спільно з композитором Д. Скарлатті, драматургом К. С. Капече, сценографом Ф. Юваррою поставив кілька опер.